# Jesper Skibby
Jesper Skibby (nacido el 21 de marzo de 1964 en Silkeborg) es un exciclista danés, profesional entre los años 1986 y 2000, durante los cuales logró 24 victorias.
En sus memorias, tituladas Skibby- forstaa mig ret (Skibby, entiéndeme bien) y publicadas en noviembre de 2006, reconoció el consumo de EPO durante su carrera profesional, amén de otras sustancias como cortisona, hormona del crecimiento, testosterona y esteroides.

## Palmarés
| 1984 - 3.º en el Campeonato de Dinamarca Contrarreloj 1985 - Campeonato de Dinamarca Contrarreloj 1987 - 3.º en el Campeonato de Dinamarca en Ruta - 1 etapa de la Vuelta a Dinamarca 1988 - 1 etapa de la Vuelta a Dinamarca 1989 - 1 etapa del Giro de Italia - 2.º en el Campeonato de Dinamarca en Ruta 1990 - 2 etapas del Tour de la CEE 1991 - 2 etapas de la Vuelta a España - 1 etapa de la Tirreno-Adriático 1993 - 1 etapa del Tour de Francia - 1 etapa de la Vuelta a los Países Bajos | 1994 - 1 etapa de la Tirreno-Adriático - Vuelta a los Países Bajos, más 1 etapa - 2 etapas de la Vuelta a Asturias 1995 - 1 etapa de la Vuelta a España - 2 etapas de la Vuelta a Dinamarca 1996 - 3.º en el Campeonato de Dinamarca en Ruta - 1 etapa de la Vuelta a Dinamarca 1998 - Circuito de las Ardenas Flamencas-Ichtegem 1999 - Circuito de Guecho - 2.º en el Campeonato de Dinamarca Contrarreloj - 1 etapa de la Vuelta a Suecia - 1 etapa del Tour de Luxemburgo |

## Resultados en las grandes vueltas
| Carrera         | 1986 | 1987 | 1988 | 1989 | 1990 | 1991 | 1992 | 1993 | 1994 | 1995 | 1996 | 1997 | 1998 | 1999 | 2000 |
| --------------- | ---- | ---- | ---- | ---- | ---- | ---- | ---- | ---- | ---- | ---- | ---- | ---- | ---- | ---- | ---- |
| Giro de Italia  | -    | Ab.  | -    | 14.º | Ab.  | -    | -    | -    | -    | Ab.  | Ab.  | -    | -    | -    | -    |
| Tour de Francia | -    | 29.º | -    | 41.º | Ab.  | Ab.  | 56.º | 53.º | 45.º | 49.º | 29.º | 82.º | -    | -    | Ab.  |
| Vuelta a España | -    | -    | -    | -    | -    | 28.º | Ab.  | -    | Ab.  | 48.º | Ab.  | Ab.  | -    | -    | -    |
| Mundial en Ruta | 44.º | Ab.  | Ab.  | Ab.  | Ab.  | Ab.  | Ab.  | Ab.  | Ab.  | -    | Ab.  | -    | Ab.  | -    | -    |

-: no participa

## Equipos
- Roland (1986-1988)
- TVM (1989-1997)
- Team Home-Jack & Jones (1998-1999)
- Memory Card-Jack & Jones (2000)